# Real Club Náutico del Puerto de Santa María

grímpola del RCNPSM

El Real Club Náutico del Puerto de Santa María (RCNPSM) es un club náutico español con sede en la ciudad del Puerto de Santa María. Fue fundado en 1948 y pertenece a la Asociación Española de Clubes Náuticos.

## Historia
El Real Club Náutico del Puerto de Santa María es un club náutico cuyos orígenes se remontan a los comienzos del siglo XX, siendo su sede una pequeña casa entre dos puentes, el de San Alejandro (actualmente desaparecido) y el del ferrocarril. La instalación se repartía entre dos plantas, la primera destinada a las embarcaciones y la segunda de ellas incluía un pequeño bar.
Por aquel entonces S.M. El Rey D. Alfonso XIII, con motivo de su viaje a la Escuela Naval de la vecina localidad de San Fernando, visitó este Club, dando gran relevancia con su presencia a aquellas originarias instalaciones.
La actividad de este club funcionó durante algunos años más, ya que desgraciadamente desapareció en un fortuito incendio. Posteriormente en el año 1948, unas series de aficionados a la mar y a los deportes náuticos, como fueron Javier Terry Ganaza, que se puso en contacto con el antiguo secretario del Club, en cuyo poder obraba toda la documentación de éste salvada del incendio y con Juan Gavala los hermanos Manuel y Antonio Benjumeda, Muñoz Ávila, Joaquín Calero, Miguel Duro y Bernardo Sancho, y por primera vez se trazan planes y se habla en serio de poner en marcha nuevamente esa vieja entidad deportiva tan portuense como fue su Club Náutico y decidieron hacer realidad un proyecto náutico con un presupuesto ínfimo y con mucha ilusión, retomaron el relevo de aquel originario Club.
Mientras tanto, los aficionados náuticos organizaron la primera regata de snipes que se celebró en El Puerto de Santa María. Fue el 16 de julio de 1948, fecha muy significativa, ya que es la festividad de la Virgen del Carmen, patrona de los hombres de la mar. En la mencionada regata tomaron parte algunos snipes de Cádiz y la flotilla portuense, clasificándose estos en dos grupos A y B, consistiendo su recorrido en un triángulo frente a la playa de Valdelagrana, lo más fuera posible de la influencia de las corrientes de mareas de los ríos Guadalete y San Pedro, uno de cuyos vértices, el de salida y meta, correspondía a la desembocadura del Guadalete. Este llegaría a ser el tradicional triángulo de regatas de vela ligera de El Puerto de Santa María.
En esta prueba la copa de la clase A la ganó la embarcación “Badarkablar II” de los hermanos Larrañaga, y la de la clase “B” se la adjudicó la embarcación portuense “Narval” tripulada por Miguel Duro del Moral.
El día 8 de agosto del mismo año, se corre la copa “Casa Caballero”, consistiendo esta prueba en una regata-crucero, El Puerto de Santa María-Cádiz-El Puerto de Santa María, la salida se dio a las 09,00 horas, mediante un tiro con una escopeta de caza, que realizó Joaquín Calero, siendo el ganador la embarcación “Aloha-oe”, patroneado por José María Jiménez Hernández.
Además de estas actividades náuticas, el principal objetivo de estas personas era volver a organizar un Club Náutico y en el otoño de 1948, Juan Gavala terminó de hacer las gestiones necesarias y consiguió, dentro del recinto portuario, terreno suficiente para instalar el Club,(ubicándose en el lugar que ocupa actualmente, la margen derecha de la desembocadura del río Guadalete).
Así mismo se constituyó la Junta Directiva en diciembre de 1948, la cual estuvo compuesta por:
- Presidente Honorario: Juan Gavala Ruiz

- Presidente Efectivo: Miguel Duro del Moral

- Comodoro: José María Jiménez Hernández

- Secretario: Víctor Unzueta Gabiola

- Tesorero: Manuel Alcántara

- Vocales: Joaquín Calero, Joaquín Calero (hijo), Francisco Calero, José María Merello, Ricardo Velarde, Francisco Velarde

Una vez establecidas la Junta se da comienzo a las gestiones para la adquisición de un bungalow de madera, que anteriormente sirvió de sede al Club Náutico de Cádiz, la cual se pintó y se le colocó el mástil que se salvó del incendio del antiguo Club.
Desde entonces y hasta nuestros días ha pasado mucho tiempo y han sido muchas las personas que han venido disfrutando de este Club, como S.A.R. El Conde de Barcelona, S.A.R. El Príncipe de Asturias D. Felipe de Borbón, S.A.R. La Infanta Cristina de Borbón, Rafael Alberti, etc., y que con el paso del tiempo ha ido remodelándose y ha llegado a ser un Club Náutico con reconocido prestigio tanto nacional como internacional y que cuenta con la organización y celebración de la regata de cruceros más antigua de España LA SEMANA NÁUTICA DE EL PUERTO DE SANTA MARÍA que en 2013 celebra la edición N.º 42, o la Regata Juan de la Cosa (19.ª edición en 2013).

## Amarres
El Club dispone de más de 200 atraques, de los cuales parte son de uso de los socios y el resto por tránsito.

## Servicios
- Conexión de agua potable
- Electricidad
- Bar-Restaurante
- Canal marítimo (VHF 9)
- Información meteorológica
- Teléfono
- Fax
- Internet / Wifi
- Vigilancia 24 horas
- Pistas de Tenis y Padel
- Gimnasio
- Tienda
- Salones Multiusos.

## Actividades
Aparte de las regatas de Vela de Crucero, se realizan actividades y competiciones de Piragüismo, Pesca, Tenis, Padel, Vela Ligera, Natación, etc.

## Escuelas
- Escuela de Vela.
- Escuela de Piragüismo.
- Escuela de Tenis / Padel.
- Escuela de Náutica (PER, Patrón de Yate y Capitán de Yate)